# Bust-A-Move DS
Bust-A-Move DS, även känt som Hippatte Puzzle Bobble i Japan, är ett pusselspel utvecklat av Happy Happening och utgivet av Taito, Majesco Games och 505 Games till Nintendo DS.